# Easy Star
Easy Star – piąty singel amerykańskiej grupy hip-hopowej Poor Righteous Teachers wydany w 1992 roku nakładem wytwórni Profile Records. Wydawnictwo zostało wyprodukowane przez Tony'ego D i znalazło się na wydanym rok wcześniej albumie Pure Poverty.

## Lista utworów
Strona A
1. Easy Star (Mister Doo Dancehall Remix) - 4:35
2. Easy Star (Doo Dancehall Dub) - 4:35
3. Easy Star (Mister Doo Easy Stepper Remix) - 4:43

Strona B
1. Easy Star (Album Version) - 4:42
2. Easy Star (Instrumental) - 3:35
3. Easy Star (Acapella) - 4:15

## Użyte sample
Opracowano na podstawie źródła.
- "In-A-Gadda-Da-Vida" w wykonaniu Iron Butterfly
- "Breakthrough" w wykonaniu Isaaca Haysa